# NGC 334
NGC 334 ist eine Balken-Spiralgalaxie vom Hubble-Typ SBb im Sternbild Bildhauer am Südsternhimmel. Sie ist schätzungsweise 410 Millionen Lichtjahre von der Milchstraße entfernt und hat einen Durchmesser von etwa 145.000 Lichtjahren. 

Im selben Himmelsareal befindet sich u. a. die Galaxie IC 1608.
Das Objekt wurde am  25. September 1834 von dem britischen Astronomen John Herschel entdeckt.